# Caserta (stad)
Caserta (80.000 inwoners) is een stad in Campanië, Italië, ongeveer 30 kilometer ten noorden van Napels. Het is de hoofdstad van de gelijknamige provincie. Caserta ligt aan de rand van de Campanische Vlakte op een hoogte van 68 meter.
De stad is vooral bekend vanwege het koninklijk Paleis van Caserta dat gebouwd is in opdracht van koning Karel VII van Napels. De architect van het enorme bouwwerk was Luigi Vanvitelli, zoon van de Nederlandse schilder Casper van Wittel die in 1675 naar Rome was verhuisd. Het gebouw meet 274 bij 184 meter en telt 1200 kamers die over 5 verdiepingen verspreid zijn. De tuin achter het paleis heeft een lengte van drie kilometer. Het bestaat uit een vlak deel en hellend deel, wat een bijzonder perspectief tot gevolg heeft. In het achterste deel van het park ligt de waterval Cascata di Diana met aan de voet de beeldengroep van Diana, Godin van de Jacht. In de Tweede Wereldoorlog diende het paleis als hoofdkwartier van de geallieerden.
De volgende frazioni maken deel uit van de gemeente: Briano en San Leucio. In deze laatste plaats staat het complex Belvedere di San Leucio.

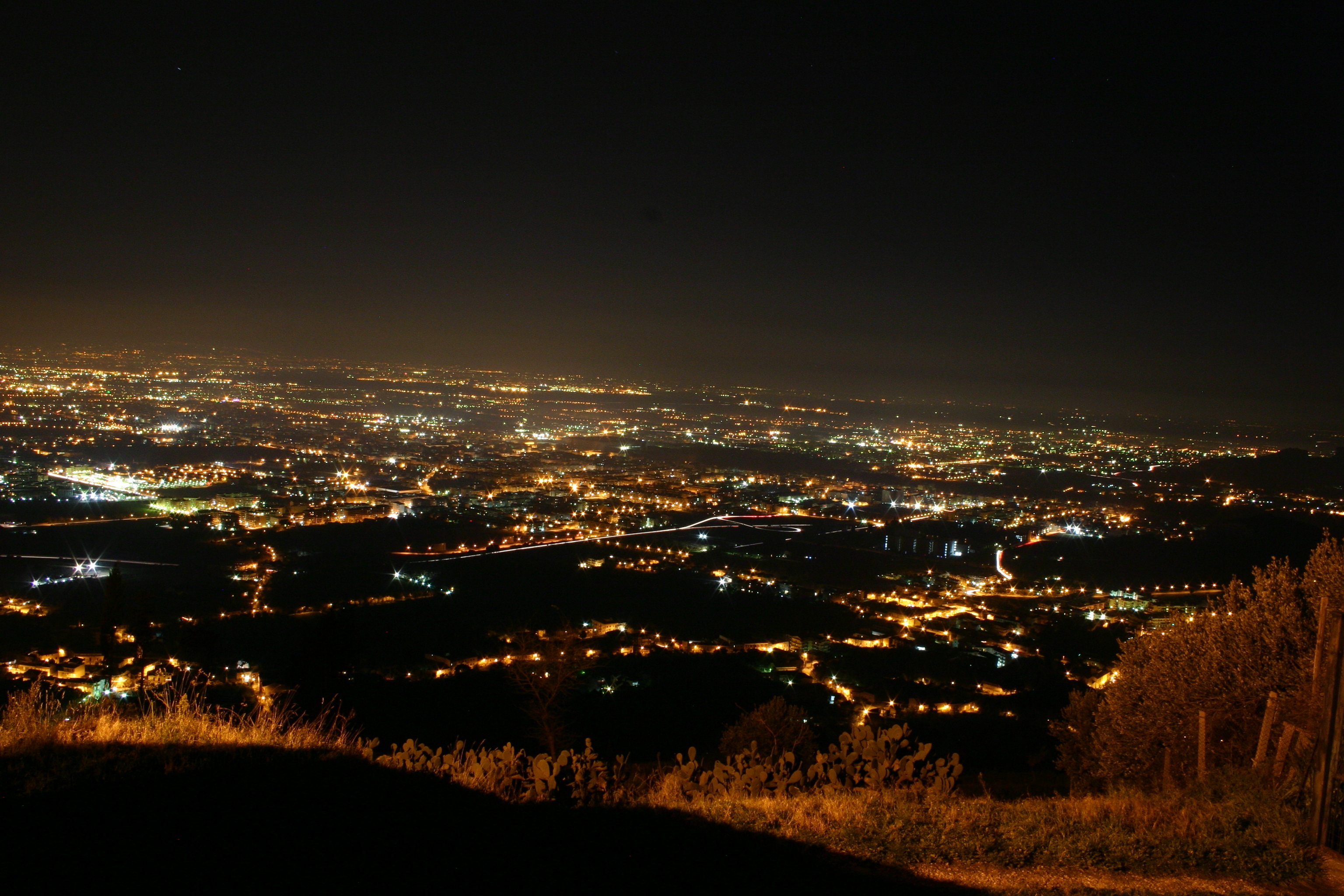
Caserta

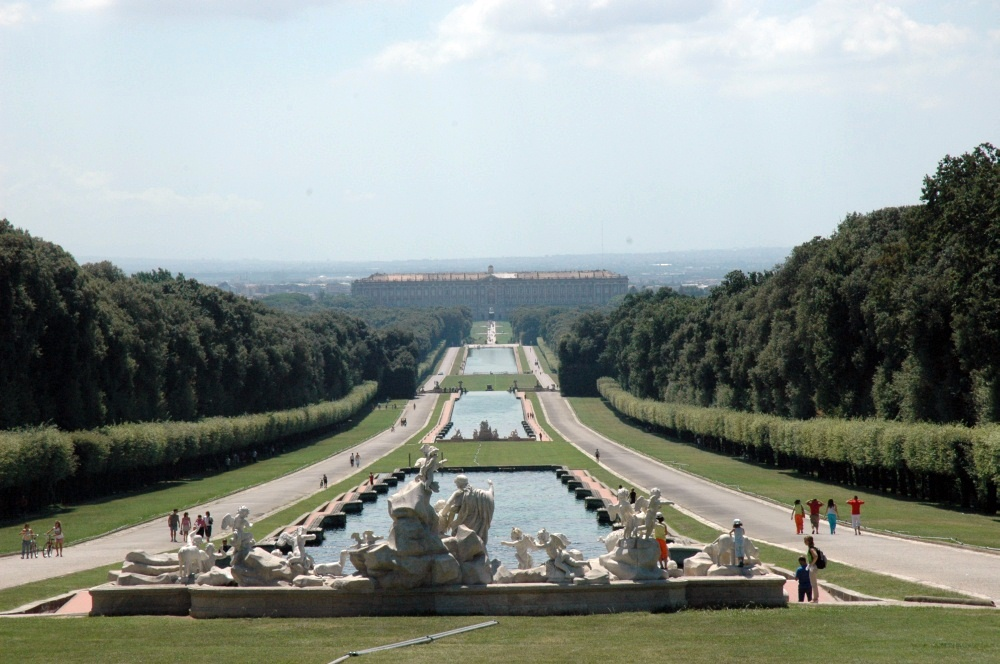
Het paleis van Caserta: tuinen